# Château de Roquecourbe-Minervois
Le château de Roquecourbe-Minervois est un château situé à Roquecourbe-Minervois, en France.

## Localisation
Le château est situé sur la commune de Roquecourbe-Minervois, dans le département français de l'Aude.

## Historique
L'édifice est inscrit partiellement au titre des monuments historiques en 2005 (La chapelle en totalité ; les façades et toitures du château ; en totalité, les pièces de la parcelle 150 contenant un décor déplacé, à savoir au rez-de-chaussée le petit salon nord-ouest et le grand salon sud ainsi que les trois chambres du premier étage contenant un décor en place, à savoir la chambre nord-ouest, celle du sud-est et celle du sud) .

Le château et la chapelle (Roquecourbe Minervois) sont inscrits au titre des sites naturels depuis 1942.